# Іньїго Лекуе
Іньїго Лекуе (ісп. Iñigo Lekue Martínez, нар. 4 травня 1993, Більбао) — іспанський футболіст, захисник клубу «Атлетік Більбао».
Виступав, зокрема, за клуби «Басконія» та «Більбао Атлетік».

## Ігрова кар'єра
Народився 4 травня 1993 року в місті Більбао. Вихованець футбольної школи клубу Danok Bat CF.
У дорослому футболі дебютував 2012 року виступами за команду клубу «Басконія», в якій провів один сезон, взявши участь у 34 матчах чемпіонату.  Більшість часу, проведеного у складі «Басконії», був основним гравцем захисної ланки.
Своєю грою за цю команду привернув увагу представників тренерського штабу клубу «Більбао Атлетік», до складу якого приєднався 2013 року. Відіграв за дублерів клубу з Більбао наступні два сезони футбольної кар'єри. Граючи у складі «Більбао Атлетіка» виходив на поле в основному складі команди.
До складу клубу «Атлетік Більбао» приєднався в 2015 році. Станом на 8 листопада 2017 відіграв за клуб з Більбао 54 матчі в національному чемпіонаті.

## Досягнення
«Атлетік» (Більбао)
- Володар Кубка Іспанії: 2023–24[1]
- Володар Суперкубка Іспанії (2): 2015, 2020